# Токопроводящая жила

Устройство коаксиального кабеля
1 — токопроводящая жила,
2 — изоляция (сплошной полиэтилен),
3 — внешний проводник (экран),
4 — оболочка (светостабилизированный полиэтилен)

Токопроводящая жила — основной элемент электрических проводов и кабелей, предназначенный для передачи электрического тока. Состоит из металлического проводника, который может быть изготовлен из различных материалов и иметь разную конструкцию в зависимости от области применения. Отдельная жила заключённая в защитную изоляцию образует электрический провод. Несколько проводов под общей изоляцией образуют кабель.

## Классификация

### По материалу
Токопроводящие жилы изготавливаются из металлов с высокой электропроводностью:
- Медь — наиболее распространённый материал благодаря низкому электрическому сопротивлению, высокой гибкости и устойчивости к коррозии.
- Алюминий — используется в электрических сетях, так как имеет меньший вес и стоимость по сравнению с медью, но уступает ей по проводимости.
- Сплавы — применяются в специальных кабелях, например, нагревательных элементах, в условиях агрессивной среды, в измерительных приборах. Так, жилы проводов термопар выполнены из разных металлов

### По сечению

Шаблон для определения сечения жилы по системе SWG

Сечение жилы определяет её способность проводить ток и измеряется в квадратных миллиметрах (мм²), также может измеряться в единицах американского калибра проводов (American Wire Gauge, AWG) или британского стандартного калибра проводов (Standard Wire Gauge, SWG).
Основные примеры:
- 1,0 мм² и менее (AWG 17 и выше) — используются для передачи маломощных электрических сигналов в датчиках и других приборах.
- 1,5 мм² (AWG 15) — используется для освещения.
- 2,5 мм² (AWG 13) — применяется в розеточных группах.
- 4-6 мм² (AWG 9-11) — подходит для подключения мощных электроприборов.
- 16 мм² и более (AWG 8 и менее) — используется в промышленных и высоковольтных сетях.

При этом так как за способность проводить электрический ток отвечает сопротивление, то регламентируется именно оно — в Ом/км, и если сопротивление жилы не превышает допустимое для конкретного сечения, то указывается именно это номинальное сечение даже если фактическая площадь поперечного сечения отличается.

### По количеству проводников и гибкости
В зависимости от требований к гибкости различают шесть классов гибкости токопроводящих жил. Первый класс — наименее гибкий, классы 1 и 2 предназначены для неподвижной прокладки, далее по возрастанию класса гибкость увеличивается.
Гибкость жил во многом определяется их конструкцией. Жилы бывают::
- Однопроволочные (монолитные) — состоят из одной сплошной металлической нити, обладают высокой жёсткостью и устойчивостью к механическим повреждениям, но менее гибкие.
- Многопроволочные — состоят из нескольких тонких проволок, скрученных вместе, обеспечивая большую гибкость и удобство при монтаже.
- Секторные — состоят из нескольких проводников, имеющих секторную форму.

Токопроводящие жилы одного номинального сечения, но разного класса гибкости, имеют разный диаметр. Его максимальное значение также регламентируется стандартами.

### Защитное покрытие
Для повышения долговечности токопроводящие жилы могут иметь защитные покрытия:
- Оловянное покрытие — предотвращает окисление медных жил.
- Серебряное и никелевое покрытие — улучшает коррозионную стойкость и термостойкость, используется в специализированных кабелях.

## Применение
Токопроводящие жилы используются в составе проводов, кабелей, при навесном монтаже электрических схем, а также как основные проводники электричества в воздушных линия электропередачи.